# Tenantitlán, Teloloapan
Tenantitlán är en ort i Mexiko.   Den ligger i kommunen Teloloapan och delstaten Guerrero, i den södra delen av landet, 140 km sydväst om huvudstaden Mexico City. Tenantitlán ligger 1 429 meter över havet och antalet invånare är 136.
Terrängen runt Tenantitlán är huvudsakligen kuperad, men norrut är den bergig. Runt Tenantitlán är det ganska glesbefolkat, med 50 invånare per kvadratkilometer. Närmaste större samhälle är Teloloapan, 15,1 km sydost om Tenantitlán. Omgivningarna runt Tenantitlán är en mosaik av jordbruksmark och naturlig växtlighet.